# Тубольцева, Светлана Семёновна
Светлана Семёновна Тубольцева (25 июня 1940, Донецк — 24 октября 2000, Петропавловск, Северо-Казахстанская область) — советский учёный, специалист в области машиностроения, кандидат технических наук, доцент кафедры «Общеинженерных дисциплин» машиностроительного факультета ОТФ Карагандинского политехнического института в городе Петропавловск, соавтор изобретения «Зубчатая роликовая передача». Её научные труды и исследования были связаны с разработкой горнодобывающих машин.

## Биография
Родилась в 1940 г. в г. Донецке, в семье студента. В 1950 г. по окончании Донецкого индустриального института отец, Семён Васильевич Старухин был направлен в г. Караганду, куда и перевёз свою семью. К этому времени она окончила 4 класса Донецкой женской школы № 86, в которую поступила в 1947 г. С 1950 по 1953 г. училась в Карагандинской средней школе № 8.
Во исполнение постановления сентябрьского Пленума ЦК КПСС (1953 г.) Семён Васильевич Старухин был направлен на освоение целинных и залежных земель. Светлана Семёновна ездила вместе с родителями сначала в Нуринский, потом Ульяновский районы Карагандинской области, где и окончила в 1957 году 10 классов. По окончании школы вместе с родителями переехала в г. Караганду и была принята на работу в качестве копировщицы Ново-Карагандинского машиностроительного завода.
В сентябре этого года поступили на вечернее отделение Карагандинского политехнического института, который окончила в 1963 г. получив квалификацию горного инженера — механика.
С 1961 г. по 1971 г. работала в проектном институте «Гипрооргшахтстрой» сначала в качестве техника, затем инженера, руководителя группы и главного специалиста отдела шахтного строительства.
В июле 1971 года была избрана по конкурсу на должность старшего преподавателя кафедры «Детали машин» Карагандинского политехнического института.
В 1977 году поступила в заочную аспирантуру, по окончании которой в 1980 году защитила кандидатскую диссертацию по специальности «Динамика и прочность деталей машин» в Томском политехническом институте и в июле 1981 года Светлане Семёновне было присвоено звание кандидата технических наук.
В 1981 году была направлена на работу в ОТФ Карагандинского политехнического института на должность доцента кафедры «Физики и общеинженерных дисциплин», где и проработала до пенсии. С сентября 1982 г. избрана деканом машиностроительного факультета указанного филиала.
С 1954 г. по 1965 г. член ВЛКСМ. Член партии с июля 1965 г. 1965 г. −1967 г. училась и окончила университет Марксизма-Ленинизма при Карагандинском обкоме КП Казахстана.
Трижды проходила факультет повышения квалификации: 1975 год — Ленинградский политехнический институт; 1979 год — Киевский политехнический институт; 1984 год — Карагандинский политехнический институт.

### Семья
Родители: отец — Семён Васильевич Старухин и мать — Екатерина Ипполитовна. Младшая сестра Кан Татьяна Семёновна.
В 1962 г. вышла замуж. В браке рождены двое детей: сын — Тубольцев Станислав (1966—2019) и дочь — Каримова Галина 1968 г.р. Муж Тубольцев Валерий Иванович умер 1971 г.

## Награды и звания
- 1974 г. награждена нагрудным знаком «Изобретатель СССР»
- 14 июня 1994 г. За особые заслуги в области образования Республики Казахстан награждена нагрудным значком «Отличник образования Республики Казахстан»

## Основные труды
1. Учебное пособие «Зубчато-роликовые передачи» состоит из двух частей.
- Первая часть под названием «Краткая история развития зубчатых передач с расчётами их на прочность» изд. Министерство народного образования Казахской ССР Республиканский издательский кабинет по учебной и методической литературе, Алмата 1991.
- Часть вторая под названием «Зубато-роликовые передачи» изд. Министерство народного образования Казахской ССР Республиканский издательский кабинет по учебной и методической литературе, Алмата 1991.

Аннотация: в первой части книги «Краткая история развития зубчатых передач с расчётами их на прочность» приведены сведения из истории развития эвольвентных передач, передач с зацеплением М. Л. Новикова, даны в хронологической последовательности методики расчёта их на прочность.
Во второй части книги изложены: теория зубчато-роликового зацепления, методика расчета на прочность, результаты испытания и конструирования, а также технология изготовления зубчато-роликовых передач. Изложения материала сопровождается подробными примерами расчётов.
Книга рассчитана на инженеров конструкторов, научных работников, а также может быть использована преподавателями и студентами ВУЗов.
Примечание: часть первая и глава II второй части написаны Тубольцевой С. С. и Оразовым К. О. Главы I и IV написаны Старухиным С. В. и Беляевым А. Е. Глава VI написана совместно.

## Авторские свидетельства
- 1. Авторское свидетельство № 450046, на изобретение «Зубчатая роликовая передача», заявитель изобретения: Карагандинский политехнический институт, зарегистрировано в Государственном реестре изобретений Союза ССР 19 июля 1974 г.
- 2. Авторское свидетельство № 402666, на изобретение «Устройство для передачи координат центра ствола на забой», заявитель изобретения: Проектно-конструкторский институт «Гипрооргшахтострой», зарегистрировано Государственном реестре изобретений Союза ССР 23 июля 1973 г.
- 3. Авторское свидетельство № 370341, на изобретение «Направляющая рамка», зарегистрировано в Государственном реестре изобретений Союза ССР 28 ноября 1972 г.